# Dust Bowl

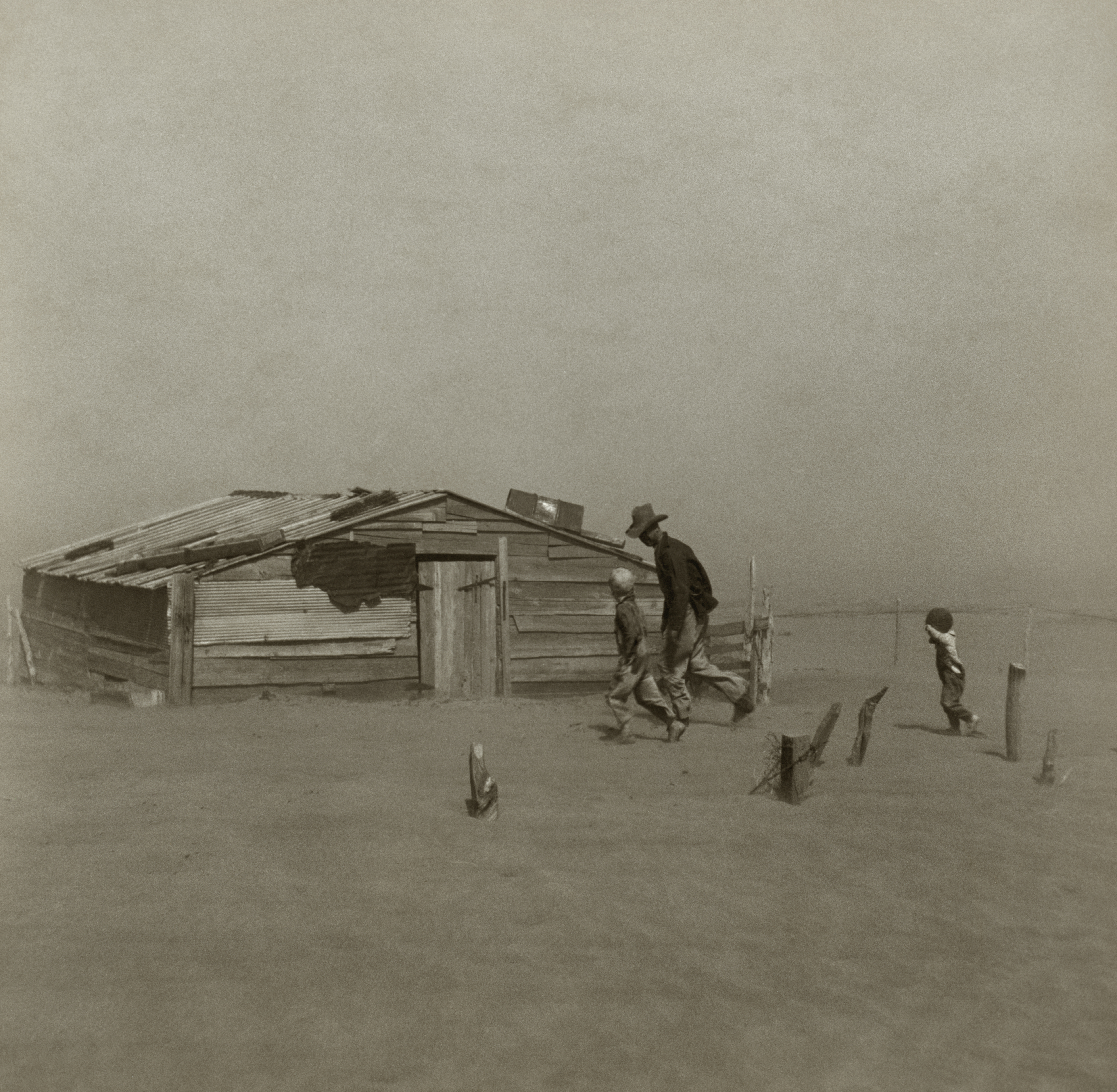
Agricultor com os dois filhos durante uma tempestade de areia, no condado de Cimarron, Oklahoma, em 1936.

Designa-se por Dust Bowl um fenómeno climático de tempestade de areia que ocorreu nos Estados Unidos na década de 1930 e que durou quase dez anos.

## Visão geral
O Dust Bowl se deveu a uma seca severa e uma falha na aplicação de métodos de cultivo de sequeiro para prevenir os processos eólicos (erosão eólica) causaram o fenômeno. Foi um desastre económico e ambiental que afetou severamente boa parte dos Estados Unidos da América naquela altura. 
Ocorreu em três eventos (1934, 1936 e 1939-1940), mas algumas das regiões das Planícies Altas (High Plains) experimentaram condições de seca por quase oito anos. O efeito "dust bowl" ('taça de pó') foi provocado por anos de práticas  inadequadas de manejo do solo. Este se tornou susceptível às forças do vento, que provocaram uma seca induzida pelo alto nível de partículas de solo suspensas no ar. O solo, despojado de umidade, era levantado pelo vento em grandes nuvens de pó e areia tão espessas que esconderam o sol durante vários dias. Esses dias eram referidos como "brisas negras" ou "vento negro".

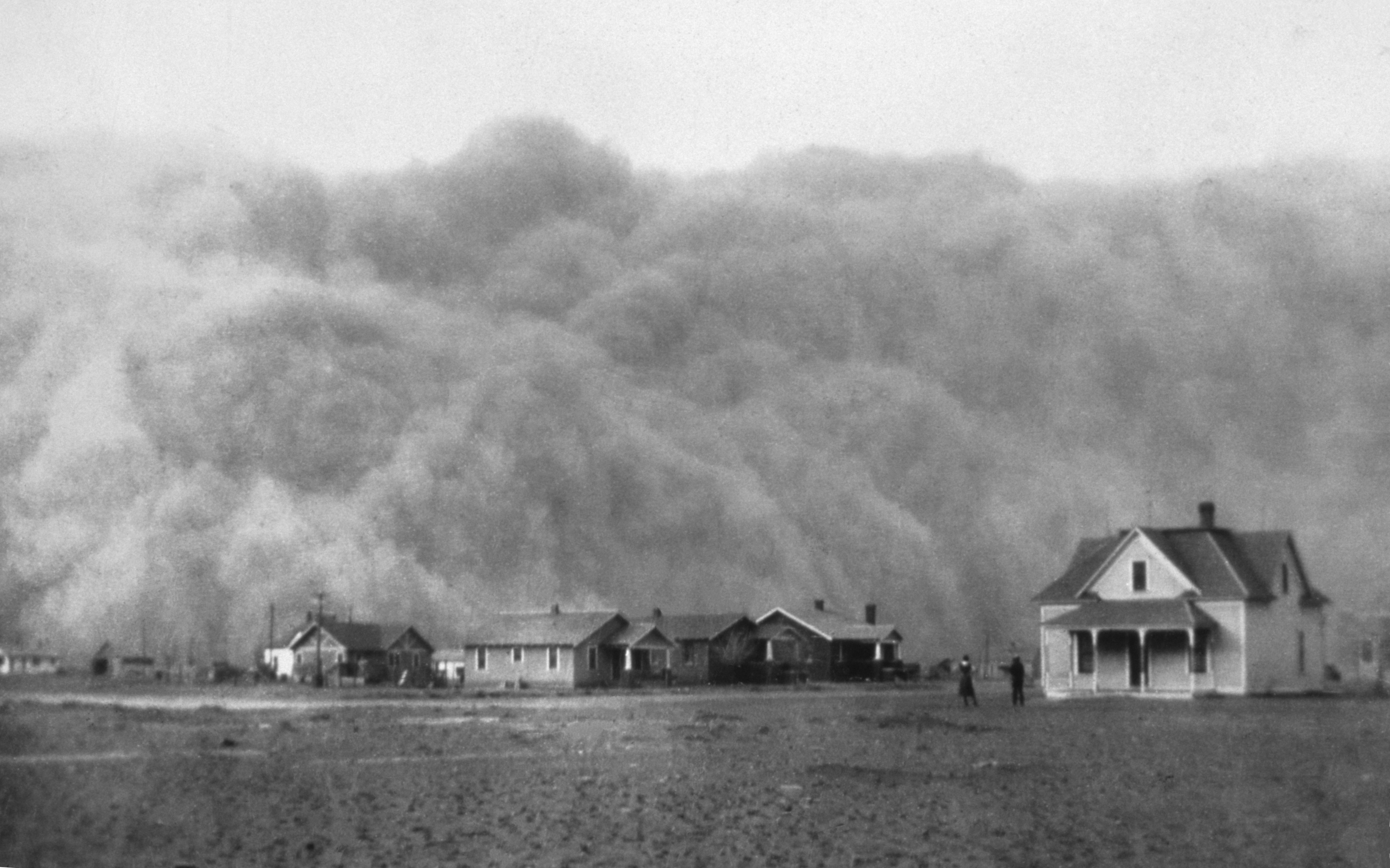
Dust Bowl no Texas, 1935.

## Consequências
Os prejuízos agrícolas e económicos devastaram as Grandes Planícies (Great Plains). A seca Dust Bowl piorou as já graves crises económicas que muitos dos agricultores enfrentavam durante a Grande Depressão. No início da década de 1930, muitos deles procuravam recuperar das perdas económicas. Para compensar começaram a incrementar as colheitas. A grande produção baixou os preços, forçando os agricultores a incrementar ainda mais as colheitas para pagar as suas terras e as suas dívidas. Com o impacto da seca, os agricultores já não puderam produzir a quantidade suficiente  para pagar empréstimos e as suas necessidades básicas. Mesmo com a ajuda federal de emergência, muitos agricultores das Grandes Planícies não puderam suportar a crise económica da seca. Muitos foram forçados a deixar as suas terras: uma em cada dez explorações mudou de dono no momento alto das transferências.

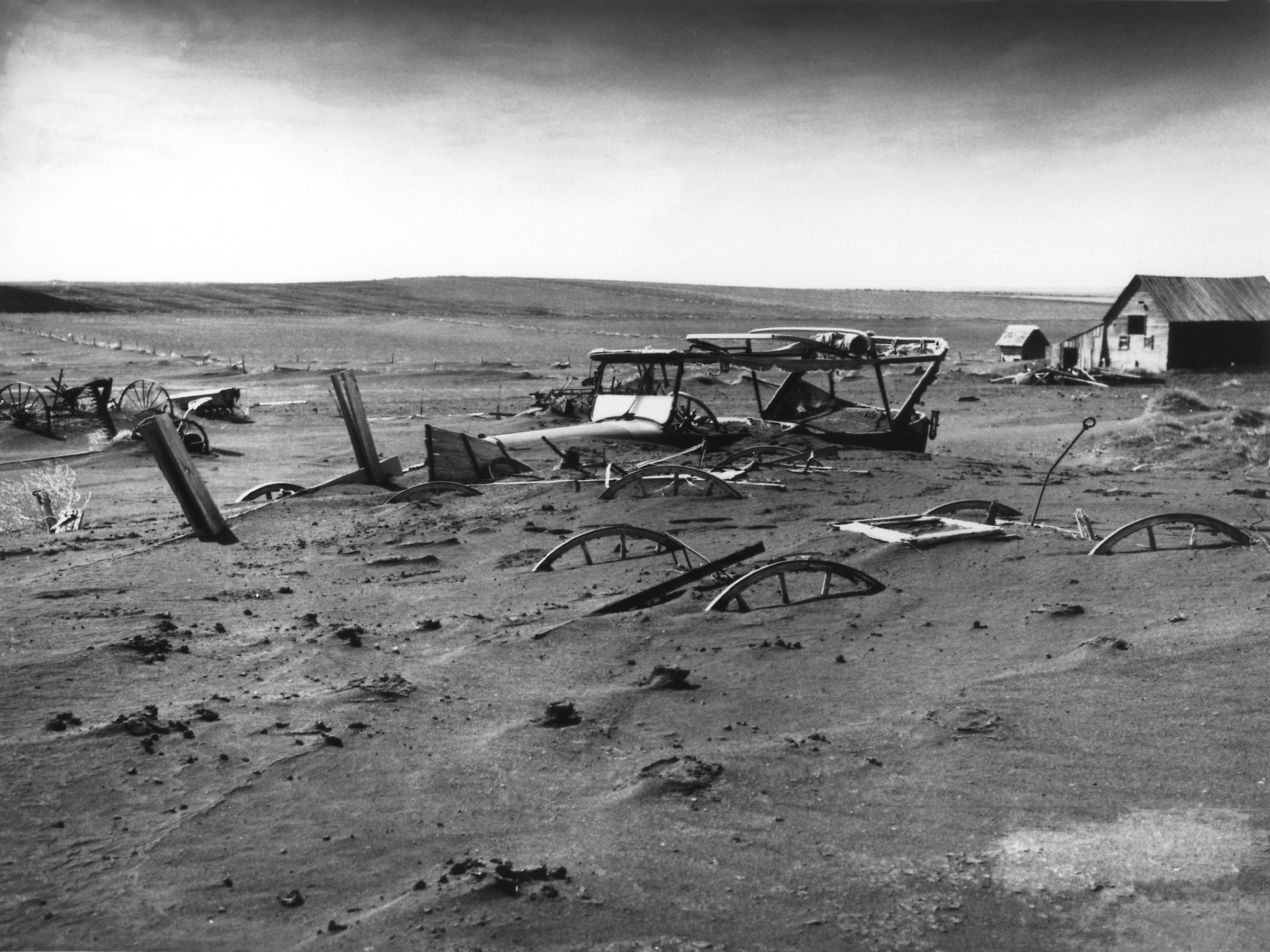
Dust Bowl em Dallas (Dacota do Sul), 1936.

As grandes planícies continham uma vegetação natural que suportava longas estiagens, e ainda segurava a terra no lugar e gerava umidade, ajudando nas precipitações em períodos chuvosos. Com a entrega dos títulos de terra a milhares de americanos, para plantarem trigo, milho, cevada e outras gramíneas, essa capa de vegetação natural foi retirada para o plantio e deixou a terra sem proteção. Com a primeira estiagem, as culturas morreram e deram lugar à terra nua, sem umidade e prolongando a seca mais do que o normal.
O resultado foi as tempestades de areia constantes, alterando ainda mais o clima existente na região, inclusive chegando a Chicago, Washington, Nova York e na longínqua Boston, com relatos até de navios em pleno oceano Atlântico Norte divulgando que seus decks ficavam sujos de areia.
No final da década de 1930, um grande projeto recuperou boa parte da vegetação natural, e a condição voltou ao normal tempos depois.
Uma vez passado o Dust Bowl, observava-se claramente que muitos fatores contribuíram para o severo impacto da seca. Era preciso desenvolver uma melhor compreensão das interações entre elementos naturais (clima, plantas e solo) e as atividades humanas (prática agrícola, economia e condições sociais) das Grandes Planícies. As lições foram aprendidas, e os agricultores adotaram novos métodos para ajudar a controlar a erosão do solo nos ecossistemas de terras secas. As secas subsequentes, nessa região, tiveram menor impacto graças às novas práticas de cultivo.